# Gede Ollgothach
Gede Ollgothach lub Ghedhe Ollgothach („Gede z Wielkim Głosem”) – legendarny zwierzchni król Irlandii z dynastii Milezjan (linia Íra, syna Mileda) w latach 637-625 p.n.e. Trzeci syn Ollama Fodly, zwierzchniego króla Irlandii.
Objął tron po tajemniczej śmierci starszego brata Slanolla. Są rozbieżności, co do czasu jego rządów. Roczniki Czterech Mistrzów podały dwanaście, zaś Lebor Gabála Érenn („Księga najazdów Irlandii”) podała osiem lat rządów. Ta poinformowała, że każdy głos jego towarzysza był słodki, jak struny cytr. Gede został zabity i zastąpiony na tronie przez swego bratanka Fiachę Finnailchesa, syna Finnachty I. Pozostawił po sobie syna Berngala, przyszłego mściciela ojca oraz zwierzchniego króla Irlandii. 